# Jiří Švejda
Jiří Švejda (* 29. srpna 1949 v Litvínově) je český spisovatel a filmový scenárista, počátkem 90. let levicový politik a poslanec Sněmovny lidu Federálního shromáždění.

## Životopis
Pochází z rodiny dělníka, oba jeho rodiče byli zaměstnáni v Chemických závodech ČSSP (později CHEMOPETROL) v Litvínově. Po absolutoriu na chemické průmyslovce studoval nejprve dva roky na Vysoké škole chemicko-technologické v Praze, toto studium však nedokončil. Pracoval v Chemických závodech Litvínov. V roce 1975 jako provozní mistr v litvínovské chemičce napsal první román Havárie. Po jeho úspěšném přijetí a vysokém honoráři se stal profesionálním spisovatelem. Jeho romány Koncert a Požáry a spáleniště zfilmovalo filmové studio Barrandov. Romány Havárie, Hořké dny, Pán na inzerát a Okamžiky ztráty natočila Československá televize. Podle knihy Druhý dech spisovatele Václava Duška napsal scénář k filmu Křehké vztahy režiséra Juraje Herze.
Při zaměstnání v letech 1975 až 1981 vystudoval dramaturgii a scenáristiku na pražské FAMU. Oženil se, a s manželkou Zdeňkou (za svobodna Parýzovou) mají tři děti. V letech 1981 až 1985 působil jako vedoucí dramaturg skupiny Tvůrčí mládí ve Filmovém studiu Barrandov a v letech 1985 až 1990 byl ředitelem Severočeského nakladatelství v Ústí nad Labem. V roce 1990 se stal ředitelem soukromého nakladatelství Dialog v Litvínově.
Ve věku 38 let vstoupil do KSČ. Politicky se angažoval i po sametové revoluci. Ve volbách roku 1992 byl zvolen za KSČM, respektive za koalici Levý blok, do Sněmovny lidu Federálního shromáždění (volební obvod Severočeský kraj). Ve Federálním shromáždění setrval do zániku Československa v prosinci 1992. Pak už politicky aktivní nebyl.

## Dílo
Jeho dílo lze označit za levicově orientovanou společenskou prózu, jež byla zejména v prvopočátcích ovlivněna tvorbou jiného severočeského spisovatele Vladimíra Párala.

### Knižní dílo
- 1975 Havárie – román
- 1978 Dva tisíce světelných let – román z vojenského prostředí
- 1978 Kdybych zemřel – román
- 1979 Požáry a spáleniště
- 1981 Dlouhé dny – román o spisovateli
- 1983 Moloch
- 1983 Okna bez mříží – novela o mladém a úspěšném hudebním skladateli
- 1983 Hledání rovnováhy
- 1985 Konec sezony
- 1986 Ve vrcholu pyramidy, sbírka povídek, některé patří do fantastiky[2]
- 1989 Krasohled
- 1991 Přejezd – sci-fi román
- 1996 Prominent – román ve sci-fi žánru

### Scénáře

#### Film
- Křehké vztahy
- Koncert
- Požáry a spáleniště

#### Televize
- Havárie
- Hořké dny
- Pán na inzerát
- Okamžiky ztráty